# Hamilton (wieś)
Hamilton – wieś w Stanach Zjednoczonych, w stanie Nowy Jork, w hrabstwie Madison.